# Saison 2014-2015 du FC Nantes
Maillots
Chronologie
Saison précédente Saison suivante
La saison 2014-2015 du FC Nantes est la 72e saison de l'histoire du club nantais. Le club est engagé dans trois compétitions : la Ligue 1 (47e participation), la Coupe de France (72e participation) et la Coupe de la Ligue (21e participation).

## Avant-saison
- 30 mai: calendrier de L1 dévoilé par la LFP.
- 27 juin: reprise de l'entraînement à la Jonelière.
- 6 au 13 juillet: stage de préparation à Annecy.

Frappé d'une interdiction de recrutement à la suite de l'affaire Bangoura, le FC Nantes s'est rapidement penché sur la nouvelle saison de Ligue 1 après avoir acquis son maintien assez aisément. La sanction n'étant prononcé officiellement par le Tribunal arbitral du sport que début mars, les dirigeants nantais se sont activés lors du mercato d'hiver pour faire face à cette future interdiction de recrutement lors des deux prochains mercatos. Kian Hansen, défenseur danois d'Esbjerg s'engage pour 3 ans pour près d'un million d'euros. Tandis que Itay Shechter et Johan Audel, tous deux prêtés respectivement par l'Hapoël Tel-Aviv et le Vfb Stuttgart sont transférés définitivement lors de l'intersaison. Yacine Bammou et Jules Iloki sont quant à eux de retour au club après leur prêt à Luçon.
Du côté des départs, Banel Nicolita retourne à l'ASSE faute d'accord avec les dirigeants. Filip Djordjevic rejoint son nouveau club, la Lazio Rome avec qui il s'était engagé dès janvier. Adrien Trebel signe avec le Standard de Liège n'ayant pas trouvé d'accord pour prolonger avec le club tandis que Fabrice Pancrate n'est pas prolongé.
Michel Der Zakarian, l'entraineur nantais prolonge son contrat d'une année supplémentaire, le liant ainsi avec le FC Nantes jusqu'en juin 2016. De même, Olivier Veigneau, le capitaine nantais prolonge son bail jusqu'en juin 2016 avec le club. Ismael Bangoura prolonge également son contrat de deux ans .
Le club officialise la signature de cinq joueurs formés au club. Léo Dubois, Anthony Walongwa, Aristote N'Dongala et Valentin Rongier
paraphent leur premier contrat professionnel d'une durée de trois ans alors que Nassim Badri signe lui seulement pour une année.

## Transferts
| Nom              | Nationalité | Poste     | Transfert                 | Provenance/Destination | Division           | Référence |
| ---------------- | ----------- | --------- | ------------------------- | ---------------------- | ------------------ | --------- |
| Arrivées         |             |           |                           |                        |                    |           |
| Kian Hansen      | Danemark    | Défenseur | Fin du prêt               | Esbjerg fB             | Superligaen        | Référence |
| Yacine Bammou    | France      | Milieu    | Fin de prêt               | Luçon                  | National           | -         |
| Jules Iloki      | France      | Milieu    | Fin de prêt               | Luçon                  | National           | -         |
| Johan Audel      | France      | Attaquant | Levée de l'option d'achat | VfB Stuttgart          | Bundesliga         | Référence |
| Itay Shechter    | Israël      | Attaquant | Levée de l'option d'achat | Hapoël Tel-Aviv        | Ligat Toto         | Référence |
| Départs          |             |           |                           |                        |                    |           |
| Bănel Nicoliță   | Roumanie    | Milieu    | Fin du prêt               | AS Saint-Étienne       | Ligue 1            | -         |
| Fabrice Pancrate | France      | Milieu    | Fin de contrat            | -                      | -                  | -         |
| Adrien Trebel    | France      | Milieu    | Fin de contrat            | Standard de Liège      | Jupiler Pro League | Référence |
| Filip Djordjevic | Serbie      | Attaquant | Fin de contrat            | Lazio Rome             | Serie A            | Référence |

| Nom                   | Nationalité | Poste     | Transfert                | Provenance/Destination | Division            | Référence |
| --------------------- | ----------- | --------- | ------------------------ | ---------------------- | ------------------- | --------- |
| Arrivées              |             |           |                          |                        |                     |           |
| Départs               |             |           |                          |                        |                     |           |
| Birama Touré          | Mali        | Milieu    | Prêt, en tant que joker  | Stade brestois 29      | Ligue 2             | Référence |
| Fernando Aristeguieta | Venezuela   | Attaquant | Prêt avec option d'achat | Philadelphie Union     | Major League Soccer | Référence |

| Nom             | Nationalité | Poste     | Transfert       | Provenance/Destination | Division   | Référence |
| --------------- | ----------- | --------- | --------------- | ---------------------- | ---------- | --------- |
| Arrivées        |             |           |                 |                        |            |           |
| Départs         |             |           |                 |                        |            |           |
| Amine Oudrhiri  | France      | Milieu    | Prêt            | AC Arles-Avignon       | Ligue 2    | Référence |
| Abdoulaye Touré | France      | Milieu    | Prêt            | Le Poiré-sur-Vie VF    | National   | Référence |
| Itay Shechter   | Israël      | Attaquant | Contrat résilié | Maccabi Haïfa          | Ligat Toto | Référence |

## Matchs amicaux
| Date                             | TV      | Adversaire            | Division               | Lieu                   | Score              | Buteurs du FCN                             | Affluence |
| -------------------------------- | ------- | --------------------- | ---------------------- | ---------------------- | ------------------ | ------------------------------------------ | --------- |
| Samedi 12 juillet 2014 (17h)     | x       | FC Meyrin             | 1re Ligue Classic (D4) | Annecy                 | 3 - 0              | Aristeguieta 38e, Bammou 53e, Shechter 83e | -         |
| Mercredi 16 juillet 2014 (19h)   | x       | Angers SCO            | Ligue 2 (D2)           | Ancenis                | 1 - 3              | Bammou 88e                                 | 2.000     |
| Samedi 19 juillet 2014 (19h)     | x       | Stade brestois 29     | Ligue 2 (D2)           | Pornic                 | 1 - 0              | Bammou 10e                                 | 2.000     |
| Mercredi 23 juillet 2014 (19h)   | Gir. TV | Girondins de Bordeaux | Ligue 1 (D1)           | Royan                  | 1 - 1              | Veretout 24e                               | 3.000     |
| Samedi 26 juillet 2014 (18h)     | x       | FC Lorient            | Ligue 1 (D1)           | La Chapelle-des-Marais | 0 - 2              | -                                          | 2.500     |
| Mercredi 30 juillet 2014 (18h30) | x       | Luçon VF              | National (D3)          | La Mothe-Achard        | 0 - 0              | -                                          | 3.702     |
| Samedi 2 août 2014 (20h30)       | x       | Atalanta Bergame      | Serie A (D1)           | Bergame                | 0 - 0 (3-4 t.a.b.) | -                                          | 5.183     |
| Vendredi 5 septembre 2014 (19h)  | x       | Stade brestois 29     | Ligue 2 (D2)           | Theix                  | 1 - 0              | -                                          | 1.000     |
| Vendredi 10 octobre 2014 (19h)   | x       | FC Lorient            | Ligue 1 (D1)           | Vannes                 | 0 - 0              | -                                          | 1.300     |

## Statistiques

### Statistiques collectives
| Compétition       | Débute au tour | Termine       | Matches joués | Gagnés | Nuls | Perdus | Buts pour | Buts contre | Différence | Cartons jaunes | Cartons rouges |
| ----------------- | -------------- | ------------- | ------------- | ------ | ---- | ------ | --------- | ----------- | ---------- | -------------- | -------------- |
| Ligue 1           | -              | -             | 38            | 11     | 12   | 15     | 29        | 40          | -11        | 72             | 3              |
| Coupe de France   | 1/32 de finale | 1/8 de finale | 3             | 2      | 0    | 1      | 7         | 4           | +3         | 3              | 0              |
| Coupe de la Ligue | 1/16 de finale | 1/4 de finale | 3             | 2      | 0    | 1      | 8         | 4           | +4         | 4              | 0              |
| Total             | -              | -             | 44            | 15     | 12   | 17     | 44        | 48          | -4         | 79             | 3              |

### Équipe type
| Riou Cissokho Vizcarrondo Djilobodji Veigneau (c) Veretout Hansen Deaux Nkoudou Gakpé Bammou |
| Équipe type du FC Nantes lors de la saison 2014-2015.                                        |
| Riou Cissokho Vizcarrondo Djilobodji Veigneau (c) Veretout Hansen Deaux Nkoudou Gakpé Bammou |

| no | Joueur                 | Nat. | Poste             | MJ | Doublure         | MJ |
| -- | ---------------------- | ---- | ----------------- | -- | ---------------- | -- |
| 1  | Rémy Riou              |      | Gardien de but    | 32 | Maxime Dupé      | 6  |
| 22 | Issa Cissokho          |      | Latéral droit     | 33 | Chaker Alhadhur  | 15 |
| 4  | Oswaldo Vizcarrondo    |      | Défenseur central | 36 | Kian Hansen      | 29 |
| 3  | Papy Djilobodji        |      | Défenseur central | 31 | Kian Hansen      | 29 |
| 5  | Olivier Veigneau       |      | Latéral gauche    | 24 | Chaker Alhadhur  | 15 |
| 2  | Kian Hansen            |      | Milieu défensif   | 29 | Rémi Gomis       | 20 |
| 18 | Lucas Deaux            |      | Milieu défensif   | 34 | Kian Hansen      | 29 |
| 13 | Serge Gakpé            |      | Ailier droit      | 33 | Alejandro Bedoya | 28 |
| 25 | Jordan Veretout        |      | Milieu offensif   | 36 | Alejandro Bedoya | 28 |
| 14 | Georges-Kévin N'Koudou |      | Ailier gauche     | 28 | Vincent Bessat   | 27 |
| 23 | Yacine Bammou          |      | Attaquant         | 37 | Ismaël Bangoura  | 15 |

## Business Club FC Nantes
- Club Entreprises du FC Nantes Site officiel

- Partenaires principaux
  - Anvolia
  - Synergie
  - Umbro

- Partenaires officiels
  - beIN Sports
  - Etixx
  - Nantes Métropole
  - Orange
  - Proginov
  - Système U
  - Vitrans

## Affluence
L'affluence à domicile du FC Nantes atteint un total :
- de 493 714 spectateurs en 19 rencontres de Ligue 1, soit une moyenne de 25 986/match.
- de 39 474 spectateurs en 2 rencontres de Coupe de France, soit une moyenne de 19 737/match.
- de 37 152 spectateurs en 2 rencontres de Coupe de la Ligue, soit une moyenne de 18 576/match.
- de 570 340 spectateurs en 23 rencontres toutes compétitions confondues, soit une moyenne de 24 797/match.

Affluence du FC Nantes à domicile